# Christian Bordeleau
Christian Gerrard "Chris" Bordeleau, född 23 september 1947, är en kanadensisk före detta professionell ishockeyforward.
Bordeleau tillbringade fyra säsonger i den nordamerikanska ishockeyligan National Hockey League (NHL), där han spelade för Montreal Canadiens, St. Louis Blues och Chicago Black Hawks. Han producerade 103 poäng (38 mål och 65 assists) samt drog på sig 82 utvisningsminuter på 205 grundspelsmatcher. Bordeleau spelade också för Winnipeg Jets och Quebec Nordiques i World Hockey Association (WHA); Houston Apollos och Salt Lake Golden Eagles i Central Professional Hockey League (CPHL)/Central Hockey League (CHL) samt Canadien junior de Montréal i OHA-Jr.
Han blev aldrig NHL-draftad.
Bordeleau vann Stanley Cup med Montreal Canadiens för säsongen 1968–1969. Han vann också Avco World Trophy med Quebec Nordiques för säsongen 1976–1977.
Han är bror till J.P. Bordeleau och Paulin Bordeleau, farbror till Sébastien Bordeleau samt farfars bror till Thomas Bordeleau. Samtliga har spelat i NHL under sina aktiva spelarkarriärer.

## Statistik
| 1962–1963       | Copper Kings de Noranda     |                 | 40  | 42  | 36  | 78  | —   | —  | —  | —  | —  | —  |
| 1963–1964       | Canadien junior de Montréal | OHA-Jr.         | 49  | 16  | 18  | 34  | —   | —  | —  | —  | —  | —  |
| 1964–1965       | Canadien junior de Montréal | OHA-Jr.         | 50  | 28  | 28  | 56  | —   | —  | —  | —  | —  | —  |
| 1965–1966       | Canadien junior de Montréal | OHA-Jr.         | 43  | 16  | 48  | 64  | 57  | —  | —  | —  | —  | —  |
| 1966–1967       | Canadien junior de Montréal | OHA-Jr.         | 33  | 8   | 19  | 27  | 30  | —  | —  | —  | —  | —  |
| 1967–1968       | Houston Apollos             | CPHL            | 68  | 23  | 28  | 51  | 22  | —  | —  | —  | —  | —  |
| 1968–1969       | Montreal Canadiens          | NHL             | 13  | 1   | 3   | 4   | 4   | 6  | 1  | 0  | 1  | 0  |
|                 | Houston Apollos             | CHL             | 54  | 21  | 36  | 57  | 33  | —  | —  | —  | —  | —  |
| 1969–1970       | Montréal Canadiens          | NHL             | 48  | 2   | 13  | 15  | 18  | —  | —  | —  | —  | —  |
| 1970–1971       | St. Louis Blues             | NHL             | 78  | 21  | 32  | 53  | 48  | 5  | 0  | 1  | 1  | 17 |
| 1971–1972       | St. Louis Blues             | NHL             | 41  | 8   | 9   | 17  | 6   | —  | —  | —  | —  | —  |
|                 | Chicago Black Hawks         | NHL             | 25  | 6   | 8   | 14  | 6   | 8  | 3  | 6  | 9  | 0  |
| 1972–1973       | Winnipeg Jets               | WHA             | 78  | 47  | 54  | 101 | 12  | 12 | 5  | 8  | 13 | 4  |
| 1973–1974       | Winnipeg Jets               | WHA             | 75  | 26  | 49  | 75  | 22  | 3  | 3  | 2  | 5  | 0  |
| 1974–1975       | Winnipeg Jets               | WHA             | 18  | 8   | 8   | 16  | 0   | —  | —  | —  | —  | —  |
|                 | Quebec Nordiques            | WHA             | 53  | 15  | 33  | 48  | 24  | 15 | 2  | 13 | 15 | 2  |
| 1975–1976       | Quebec Nordiques            | WHA             | 74  | 37  | 72  | 109 | 42  | 5  | 1  | 1  | 2  | 4  |
| 1976–1977       | Quebec Nordiques            | WHA             | 73  | 32  | 75  | 107 | 34  | 8  | 4  | 5  | 9  | 0  |
| 1977–1978       | Quebec Nordiques            | WHA             | 26  | 9   | 22  | 31  | 28  | 10 | 1  | 5  | 6  | 6  |
| 1978–1979       | Quebec Nordiques            | WHA             | 16  | 5   | 12  | 17  | 0   | —  | —  | —  | —  | —  |
| 1979–1980       | Salt Lake Golden Eagles     | CHL             | 11  | 3   | 6   | 9   | 4   | —  | —  | —  | —  | —  |
| NHL totalt      | NHL totalt                  | NHL totalt      | 205 | 38  | 65  | 103 | 82  | 19 | 4  | 7  | 11 | 17 |
| WHA totalt      | WHA totalt                  | WHA totalt      | 413 | 179 | 325 | 504 | 162 | 53 | 16 | 34 | 50 | 16 |
| CPHL/CHL totalt | CPHL/CHL totalt             | CPHL/CHL totalt | 133 | 47  | 70  | 117 | 59  | —  | —  | —  | —  | —  |
| OHA-Jr. totalt  | OHA-Jr. totalt              | OHA-Jr. totalt  | 175 | 68  | 113 | 181 | 87  | —  | —  | —  | —  | —  |